# Jacques Cavallier
Pour les articles homonymes, voir Cavallier.
Jacques Cavallier-Belletrud est un parfumeur-créateur français né à Grasse le 24 janvier 1962. Fils et petit-fils de parfumeur, Jacques Cavallier-Belletrud apprend l’art du parfum enfant avec son père à Grasse. Après avoir commencé sa carrière chez Charabot et Quest, il intègre Firmenich en 1990 où il ouvre une nouvelle section : la Natural Business Unit.
Il a conçu de nombreux parfums pour les grandes marques du luxe, notamment Opium pour homme pour Yves Saint Laurent et Poème pour Lancôme.
En janvier 2012 il rejoint Louis Vuitton pour concevoir les parfums de la nouvelle ligne de la marque, projet qui se concrétisera avec la sortie des 7 premières fragrances en 2016. Il est basé à Grasse, dans la résidence des Fontaines Parfumées, créée en 2013 par la marque pour accueillir ses ateliers de création des parfums.

## Créations[2]
- Alexander McQueen Kingdom (2003)
- Amouage Library Collection Opus V (2011)
- Azzaro Oh La La (avec Gerard Anthony)
- Boucheron Initial (2000)
- Boucheron Trouble (2004)
- Bvlgari Eau Parfumee au Thé Blanc (2003)
- Bvlgari Eau Parfumée au Thé Noir (2015)
- Bvlgari Aqva Amara (2014)
- Bvlgari Aqva Pour Homme (2005)
- Bvlgari Aqva Pour Homme Toniq (2011)
- Bvlgari Aqva Pour Homme Marine (2008)
- Bvlgari Aqva Pour Homme Marine Toniq (2011)
- Bvlgari Blv Eau de Parfum II (2009)
- Cacharel Amor Pour Homme Tentation (2008,  avec Olivier Cresp)
- Calvin Klein Eternity Moment (avec Harry Fremont)
- Calvin Klein Man (2007, avec Harry Fremont)
- Calvin Klein Truth (avec Thierry Wasser and Alberto Morillas)
- Carolina Herrera Chic (2002, avec Alberto Morillas)
- Cartier Pasha (1992)
- Caudalie Parfum Divin (2014)
- Caudalie Thé des Vignes (2011)
- Christian Dior Midnight Poison (2007, avec Olivier Cresp)
- Diesel Fuel for Life for Him (2007, avec Annick Menardo)
- Diesel Fuel for Life Unlimited (2008, avec Olivier Cresp and Harry Fremont)
- Eau d’Italie Un Bateau Pour Capri (2012)
- Ermenegildo Zegna Essenza di Zegna (2003, avec Alberto Morillas)
- Exte J'S Exte Woman (2005)
- Fendi Theorema Uomo (2001)
- Giorgio Armani Acqua di Gio pour homme (1996)
- Giorgio Armani Emporio Armani Diamonds Black Carat (2011)
- Giorgio Armani Emporio Armani Diamonds Pour Homme (2008)
- Giorgio Armani Mania (2000)
- Giorgio Armani Onde Vertige (2008,  avec Annie Buzantian)
- Givenchy Hot Couture (2000, avec Alberto Morillas)
- Halle Berry Closer (2012)
- Issey Miyake L'Eau d'Issey (1992)
- Issey Miyake L'Eau d'Issey Fleur de Bois (2010)
- Issey Miyake L'Eau d'Issey Pour Homme (1994)
- Issey Miyake L'Eau d'Issey Pour Homme Intense (2007)
- Issey Miyake L’Eau d’Issey Pour Homme Sport (2012)
- Issey Miyake L'Eau Bleue d'Issey Pour Homme (2004)
- Issey Miyake Le Feu d'Issey (1998)
- Jean Paul Gaultier Classique (1993)
- Jil Sander Sander for men (1999)
- Lancôme Calypso (2004)
- Lancôme Magnifique (2008, avec Olivier Cresp)
- Lancôme Poeme (1995)
- Louis Vuitton Rose des vents (2016)
- Louis Vuitton Attrape-rêves (2016)
- Louis Vuitton L'Immensité (2018)
- Louis Vuitton Ombre Nomade (2018)
- Maison Martin Margiela Replica Beach Walk (2012,  avec Marie Salamagne)
- Maison Martin Margiela Replica Flower Market (2012,  avec Marie Salamagne)
- Maison Martin Margiela Replica Funfair Evening (2012,  avec Marie Salamagne)
- Nina Ricci Nina (2006, avec Olivier Cresp)
- Oscar de la Renta Intrusion (2002, avec Alberto Morillas)
- Paco Rabanne Pour Elle (2003, avec Olivier Cresp)
- Paco Rabanne Ultraviolet (1999)
- Paco Rabanne Ultraviolet for men (2001)
- Paco Rabanne Ultraviolet Metal Beach for women (2001)
- Roberto Cavalli Serpentine (2005)
- Rochas Absolu (2002)
- Rochas Alchimie (1998)
- Rochas Aquaman (2001)
- Roger & Gallet Eau de Gingembre (2003)
- Rotary International Amiral de Grasse & Princesse Pauline (2005)
- Salvatore Ferragamo Parfum Subtil (2002)
- Salvatore Ferragamo Pour Femme (1998)
- Shiseido Vocalise (1998)
- Stella McCartney L.I.L.Y (2012)
- Stella McCartney Stella (2003)
- Stella McCartney Stella In Two Amber (2006)
- Stella McCartney Stella In Two Peony (2006)
- Tom Ford Private Blend Noir de Noir (2007, avec Harry Fremont)
- Tom Ford Private Blend Tuscan Leather (2007, avec Harry Fremont)
- Van Cleef & Arpels Murmure (avec Alberto Morillas)
- Van Cleef & Arpels Zanzibar men (avec Alberto Morillas)
- Yves Rocher So Elixir (2009, avec Olivier Cresp & Marie Salamagne)
- Yves Rocher Tendre Jasmin (2008)
- Yves Rocher Vanille Noire (2010)
- Yves Saint Laurent Cinema (2004)
- Yves Saint Laurent Elle(2007, avec Olivier Cresp)
- Yves Saint Laurent M7 (2002, avec Alberto Morillas)
- Yves Saint Laurent Nu (2001)
- Yves Saint Laurent Opium Pour Homme (1995)
- Yves Saint Laurent Rive Gauche Pour Homme (2003)